# Wereldkampioenschap superbike van Albacete 1993
Het wereldkampioenschap superbike van Albacete 1993 was de derde ronde van het wereldkampioenschap superbike 1993. De races werden verreden op 30 mei 1993 op het Circuito de Albacete nabij Albacete, Spanje.

## Race 1
| Pos | Nr | Rijder                | Constructeur | Rondes | Tijd                | Grid | Punten |
| --- | -- | --------------------- | ------------ | ------ | ------------------- | ---- | ------ |
| 1   | 4  | Carl Fogarty          | Ducati       | 28     | 44:28.310           | 3    | 20     |
| 2   | 6  | Aaron Slight          | Kawasaki     | 28     | +3.793              | 1    | 17     |
| 3   | 10 | Piergiorgio Bontempi  | Kawasaki     | 28     | +23.067             | 4    | 15     |
| 4   | 5  | Fabrizio Pirovano     | Yamaha       | 28     | +23.517             | 14   | 13     |
| 5   | 8  | Daniel Amatriaín      | Ducati       | 28     | +23.909             | 8    | 11     |
| 6   | 16 | Juan Garriga          | Ducati       | 28     | +24.122             | 10   | 10     |
| 7   | 32 | Terry Rymer           | Yamaha       | 28     | +25.145             | 5    | 9      |
| 8   | 80 | Simon Crafar          | Ducati       | 28     | +31.131             | 11   | 8      |
| 9   | 27 | Fred Merkel           | Yamaha       | 28     | +36.163             | 12   | 7      |
| 10  | 77 | Rob McElnea           | Yamaha       | 28     | +37.962             | 13   | 6      |
| 11  | 81 | James Whitham         | Yamaha       | 28     | +40.803             | 20   | 5      |
| 12  | 34 | Mauro Lucchiari       | Ducati       | 28     | +1:00.245           | 7    | 4      |
| 13  | 14 | Christer Lindholm     | Yamaha       | 28     | +1:00.953           | 22   | 3      |
| 14  | 23 | Fabrizio Furlan       | Kawasaki     | 28     | +1:10.027           | 16   | 2      |
| 15  | 70 | Aldeo Presciutti      | Ducati       | 28     | +1:10.212           | 18   | 1      |
| 16  | 20 | Jeffry de Vries       | Yamaha       | 28     | +1:10.520           | 17   |        |
| 17  | 83 | José María Sagardogui | Yamaha       | 28     | +1:12.241           | 27   |        |
| 18  | 84 | Matt Llewellyn        | Kawasaki     | 28     | +1:30.166           | 25   |        |
| 19  | 72 | Valerio Destefanis    | Yamaha       | 27     | +1 ronde            | 24   |        |
| 20  | 51 | Vittorio Scatola      | Yamaha       | 27     | +1 ronde            | 26   |        |
| 21  | 67 | Jean Louis Tranois    | Yamaha       | 27     | +1 ronde            | 31   |        |
| 22  | 82 | Fernando Cristóbal    | Yamaha       | 27     | +1 ronde            | 29   |        |
| 23  | 58 | Jorge Vilella         | Yamaha       | 27     | +1 ronde            | 36   |        |
| 24  | 61 | Mauro Mastrelli       | Yamaha       | 27     | +1 ronde            | 34   |        |
| 25  | 65 | Michel Amalric        | Yamaha       | 27     | +1 ronde            | 30   |        |
| DNF | 37 | Hervé Moineau         | Suzuki       | 26     | Uitgevallen         | 23   |        |
| DNF | 11 | Scott Russell         | Kawasaki     | 22     | Uitgevallen         | 2    |        |
| DNF | 9  | Giancarlo Falappa     | Ducati       | 22     | Uitgevallen         | 6    |        |
| DNF | 54 | Tripp Nobles          | Honda        | 19     | Uitgevallen         | 19   |        |
| DNF | 94 | Christophe Guyot      | Kawasaki     | 18     | Uitgevallen         | 28   |        |
| DNF | 15 | Adrien Morillas       | Kawasaki     | 16     | Uitgevallen         | 15   |        |
| DNF | 45 | Dominique Sarron      | Yamaha       | 15     | Uitgevallen         | 21   |        |
| DNF | 7  | Stéphane Mertens      | Ducati       | 10     | Uitgevallen         | 9    |        |
| DNF | 73 | Pedro Baptista        | Yamaha       | 10     | Uitgevallen         | 35   |        |
| DNF | 68 | Karim Babić           | Ducati       | 3      | Uitgevallen         | 32   |        |
| DNF | 59 | Alex Buckingham       | Yamaha       | 1      | Uitgevallen         | 33   |        |
| DNQ | 50 | José Morillas         | Yamaha       | 0      | Niet gekwalificeerd |      |        |

## Race 2
| Pos | Nr | Rijder                | Constructeur | Rondes | Tijd                | Grid | Punten |
| --- | -- | --------------------- | ------------ | ------ | ------------------- | ---- | ------ |
| 1   | 4  | Carl Fogarty          | Ducati       | 28     | 44:15.278           | 3    | 20     |
| 2   | 11 | Scott Russell         | Kawasaki     | 28     | +2.902              | 2    | 17     |
| 3   | 6  | Aaron Slight          | Kawasaki     | 28     | +25.686             | 1    | 15     |
| 4   | 7  | Stéphane Mertens      | Ducati       | 28     | +28.929             | 9    | 13     |
| 5   | 16 | Juan Garriga          | Ducati       | 28     | +35.102             | 10   | 11     |
| 6   | 10 | Piergiorgio Bontempi  | Kawasaki     | 28     | +38.646             | 4    | 10     |
| 7   | 5  | Fabrizio Pirovano     | Yamaha       | 28     | +44.904             | 14   | 9      |
| 8   | 80 | Simon Crafar          | Ducati       | 28     | +45.107             | 11   | 8      |
| 9   | 32 | Terry Rymer           | Yamaha       | 28     | +46.803             | 5    | 7      |
| 10  | 34 | Mauro Lucchiari       | Ducati       | 28     | +51.901             | 7    | 6      |
| 11  | 81 | James Whitham         | Yamaha       | 28     | +52.569             | 20   | 5      |
| 12  | 27 | Fred Merkel           | Yamaha       | 28     | +1:05.749           | 12   | 4      |
| 13  | 15 | Adrien Morillas       | Kawasaki     | 28     | +1:06.747           | 15   | 3      |
| 14  | 77 | Rob McElnea           | Yamaha       | 28     | +1:09.108           | 13   | 2      |
| 15  | 20 | Jeffry de Vries       | Yamaha       | 28     | +1:11.040           | 17   | 1      |
| 16  | 45 | Dominique Sarron      | Yamaha       | 28     | +1:25.834           | 21   |        |
| 17  | 70 | Aldeo Presciutti      | Ducati       | 28     | +1:29.300           | 18   |        |
| 18  | 14 | Christer Lindholm     | Yamaha       | 28     | +1:31.070           | 22   |        |
| 19  | 72 | Valerio Destefanis    | Yamaha       | 28     | +1:36.658           | 24   |        |
| 20  | 83 | José María Sagardogui | Yamaha       | 28     | +1:36.833           | 27   |        |
| 21  | 84 | Matt Llewellyn        | Kawasaki     | 27     | +1 ronde            | 25   |        |
| 22  | 37 | Hervé Moineau         | Suzuki       | 27     | +1 ronde            | 23   |        |
| 23  | 59 | Alex Buckingham       | Yamaha       | 27     | +1 ronde            | 33   |        |
| 24  | 54 | Tripp Nobles          | Honda        | 27     | +1 ronde            | 19   |        |
| 25  | 67 | Jean Louis Tranois    | Yamaha       | 27     | +1 ronde            | 31   |        |
| 26  | 61 | Mauro Mastrelli       | Yamaha       | 27     | +1 ronde            | 34   |        |
| 27  | 82 | Fernando Cristóbal    | Yamaha       | 27     | +1 ronde            | 29   |        |
| DNF | 51 | Vittorio Scatola      | Yamaha       | 20     | Uitgevallen         | 26   |        |
| DNF | 9  | Giancarlo Falappa     | Ducati       | 14     | Uitgevallen         | 6    |        |
| DNF | 73 | Pedro Baptista        | Yamaha       | 13     | Uitgevallen         | 35   |        |
| DNF | 58 | Jorge Vilella         | Yamaha       | 9      | Uitgevallen         | 36   |        |
| DNF | 8  | Daniel Amatriaín      | Ducati       | 9      | Uitgevallen         | 8    |        |
| DNF | 65 | Michel Amalric        | Yamaha       | 4      | Uitgevallen         | 30   |        |
| DNF | 23 | Fabrizio Furlan       | Kawasaki     | 1      | Uitgevallen         | 16   |        |
| DNS | 94 | Christophe Guyot      | Kawasaki     | 0      | Niet gestart        | 28   |        |
| DNS | 68 | Karim Babić           | Ducati       | 0      | Niet gestart        | 32   |        |
| DNQ | 50 | José Morillas         | Yamaha       | 0      | Niet gekwalificeerd |      |        |

## Tussenstanden na wedstrijd
| Pos | Nr | Rijder            | Team     | Punten |
| --- | -- | ----------------- | -------- | ------ |
| 1   | 11 | Scott Russell     | Kawasaki | 81     |
| 2   | 6  | Aaron Slight      | Kawasaki | 79     |
| 3   | 9  | Giancarlo Falappa | Ducati   | 75     |
| 4   | 5  | Fabrizio Pirovano | Yamaha   | 65     |
| 5   | 4  | Carl Fogarty      | Ducati   | 64     |

1992 · 1993 · 1994 · 1995 · 1996 · 1997 · 1998 · 1999